# جیمی سیر
جیمی سیر (به انگلیسی: Jimmy Sayer) بازیکن فوتبال زادهٔ ۱۸۶۱ اهل کشور انگلستان بود که سابقهٔ بازی در تیم ملی فوتبال انگلستان را در کارنامهٔ خود دارد. وی در تاریخ ۵ فوریه ۱۸۸۷ تنها بازی ملی خود را در مقابل تیم ملی فوتبال ایرلند انجام داد.